# Функціональний ряд
Функціональний ряд — ряд, кожен член якого є деякою функцією від однієї чи багатьох незалежних змінних.
Сума вигляду
{\displaystyle u_{1}(x)+u_{2}(x)+\cdots +u_{k}(x)+\cdots =\sum _{k=1}^{\infty }u_{k}(x).}
називається функціональним рядом відносно незалежної змінної {\displaystyle x}, а
послідовність функцій {\displaystyle \{{u_{k}}(x)\},k\in \mathbb {N} ,} відповідно — функціональною послідовністю.
Важливе значення у математиці мають функціональні ряди спеціального вигляду, такі як степеневі, коли функція {\displaystyle u_{k}(x)=a_{k}(x-x_{0})^{k},x_{0},a_{k}\in \mathbb {R} ,} (зокрема, ряд Тейлора та ряд Лорана) та тригонометричні ряди, {\displaystyle u_{k}(x)=a_{k}\sin(kx)+b_{k}\cos(kx),a_{k},b_{k}\in \mathbb {R} ,} (наприклад, ряд Фур'є).

## Функціональна послідовність
Нехай задана послідовність функцій {\displaystyle \{{u_{k}}(x)\},k\in \mathbb {N} ,} (взагалі кажучи комплекснозначних) на деякій підмножині {\displaystyle D} евклідового простору {\displaystyle \mathbb {R} ^{n}}.

### Поточкова збіжність
Функціональна послідовність {\displaystyle \{{u_{k}}(x)\},k\in \mathbb {N} ,} збігається в точці {\displaystyle x_{0}\in \mathbb {R} ^{n}}, якщо, відповідно збігається числова послідовність {\displaystyle \{{u_{k}}(x_{0})\},k\in \mathbb {N} ,}, тобто існує {\displaystyle \lim \nolimits _{k\rightarrow \infty }u_{k}(x_{0})=u_{0}.} Очевидно, що ця границя залежить від вибору точки {\displaystyle x_{0}}, тобто є деякою функцією.
Функціональна послідовність {\displaystyle \{{u_{k}}(x)\},k\in \mathbb {N} ,} збігається поточково на множині {\displaystyle D} до функції {\displaystyle u(x)}, якщо вона збігається в кожній точці цієї множини. Іншими словами

### Рівномірна збіжність
Функціональна послідовність {\displaystyle \{{u_{k}}(x)\},k\in \mathbb {N} ,} збігається рівномірно на множині {\displaystyle D} до функції {\displaystyle u(x)}, якщо
Факт рівномірної збіжності послідовності {\displaystyle \ \{{u_{k}}(x)\},k\in \mathbb {N} ,} до функції {\displaystyle u(x)} записується так: {\displaystyle u_{k}(x)\rightrightarrows u(x)}.

### Критерій Коші рівномірної збіжності функціональної послідовності
Функціональна послідовність {\displaystyle \{u_{k}(x)\}} є рівномірно збіжною на множині {\displaystyle D} тоді і тільки тоді, коли
{\displaystyle \forall \varepsilon >0\quad \exists N\in \mathbb {N} \quad \forall x\in D\quad \forall m,n:m,n>N\quad |u_{n}(x)-u_{m}(x)|<\varepsilon .}
Справедливі такі твердження: а) Якщо {\displaystyle u_{k}(x)\rightrightarrows u(x)}, {\displaystyle v_{k}(x)\rightrightarrows v(x)} на {\displaystyle D}, то {\displaystyle (u_{k}(x)\pm v_{k}(x))\rightrightarrows (u(x)\pm v(x))};
б) Якщо {\displaystyle u_{k}(x)\rightrightarrows u(x)}, а {\displaystyle g(x):D\rightarrow \mathbb {R} } — обмежена функція, то {\displaystyle g(x)u_{k}(x)\rightrightarrows g(x)u(x)}.
Приклад 1.
Послідовність функцій
{\displaystyle u_{k}(x)={\frac {x}{1+n^{2}x^{2}}}}
рівномірно збігається до функції {\displaystyle u(x)\equiv 0} на відрізку {\displaystyle [0,1]}.
Очевидно, що для кожного фіксованого  {\displaystyle {\tilde {x}}\in [0,1]} відповідна числова послідовність {\displaystyle u_{k}({\tilde {x}})\rightarrow 0} при  {\displaystyle k\rightarrow \infty }, тобто {\displaystyle u_{k}(x)\rightarrow 0} поточково на {\displaystyle [0,1]}. Покажемо, що ця збіжність є і рівномірною.
Дійсно, оскільки кожна з функцій {\displaystyle u_{k}(x)} є неперервною на {\displaystyle [0,1]}, то
{\displaystyle \sup _{x\in [0,1]}|u_{k}(x)-u(x)|=\sup _{x\in [0,1]}|u_{k}(x)|=\max _{0\leq x\leq 1}|u_{k}(x)|.}
Щоб обчислити цей максимум знайдемо критичні точки функції {\displaystyle u_{k}(x)}
{\displaystyle u_{k}^{\prime }(x)={\frac {1+n^{2}x^{2}-x\cdot 2n^{2}x}{(1+n^{2}x^{2})^{2}}}={\frac {1-n^{2}x^{2}}{(1+n^{2}x^{2})^{2}}}=0.}
Звідки {\displaystyle x=1/n}. Тоді
{\displaystyle \max _{0\leq x\leq 1}|u_{k}(x)|=\max\{u_{k}(0),u_{k}(1/n),u_{k}(1)\}=\max \left\{0,{\frac {1}{2n}},{\frac {1}{1+n^{2}}}\right\}={\frac {1}{2n}}\rightarrow 0,n\rightarrow \infty .}
Звідси випливає, що {\displaystyle u_{k}(x)\rightrightarrows u(x)}.
Приклад 2.
Послідовність функцій
{\displaystyle u_{k}(x)={\frac {nx}{1+n^{2}x^{2}}}}
збігається поточково до функції {\displaystyle u(x)\equiv 0} на відрізку {\displaystyle [0,1]}, але не рівномірно.
Поточкова збіжність цієї послідовності є очевидною. З іншого боку міркуючи аналогічно, як у попередньому прикладі та враховуючи, що
{\displaystyle u_{k}^{\prime }(x)={\frac {n(1+n^{2}x^{2})-nx\cdot 2n^{2}x}{(1+n^{2}x^{2})^{2}}}={\frac {n(1-n^{2}x^{2})}{(1+n^{2}x^{2})^{2}}},}
отримуємо
{\displaystyle \sup _{x\in [0,1]}|u_{k}(x)-u(x)|=u_{k}(1/n)={\frac {1}{2}}\neq 0,\quad \forall k\in \mathbb {N} .}

## Функціональний ряд
Нехай {\displaystyle S_{n}(x)=\sum \nolimits _{k=1}^{n}u_{k}(x)} — n-на частинна сума ряду {\displaystyle \sum \nolimits _{k=1}^{\infty }u_{k}(x)}, {\displaystyle x\in D\subset \mathbb {R} }.

### Збіжність функціональних рядів
Ряд збігається поточково до функції {\displaystyle S(x)}, якщо послідовність {\displaystyle \{S_{n}(x)\},n\in \mathbb {N} ,} його частинних сум збігається поточково до {\displaystyle S(x)}.
Ряд збігається рівномірно, якщо послідованість {\displaystyle S_{n}(x)} його частинних сум збігається рівномірно, {\displaystyle S_{n}(x)\rightrightarrows S(x)}.
Функція {\displaystyle S(x)} називається сумою ряду {\displaystyle \sum \nolimits _{k=1}^{\infty }u_{k}(x)},
{\displaystyle S(x)=\sum _{k=1}^{\infty }u_{k}(x).}
Множина тих точок {\displaystyle E\subset D}, для яких ряд {\displaystyle \sum \nolimits _{k=1}^{\infty }u_{k}(x)} збігається, називається областю збіжності ряду.

### Зв'язок між рівномірною та поточковою збіжністю функціонального ряду
Якщо ряд є рівномірно збіжним у деякій області, то він, очевидно, є поточково збіжним у цій області. Навпаки невірно.
Твердження 1. Поточково збіжний функціональний ряд {\displaystyle \sum \nolimits _{k=1}^{\infty }u_{k}(x)} є рівномірно збіжним на {\displaystyle D} тоді і тільки тоді, коли
{\displaystyle \forall \varepsilon >0\quad \exists N\in \mathbb {N} \quad \forall n:n>N\quad \forall x\in D\quad \left|\sum _{k=n+1}^{\infty }u_{k}(x)\right|<\varepsilon .}
або, що те саме
{\displaystyle \lim _{n\rightarrow \infty }\sup _{x\in D}\left|\sum _{k=n+1}^{\infty }u_{k}(x)\right|=0.}
Ряд {\displaystyle \sum \nolimits _{k=1}^{\infty }x^{k-1}} збігається поточково на множині {\displaystyle [0,1)} і
{\displaystyle \sum _{k=1}^{\infty }x^{k-1}={\frac {1}{1-x}}.}
Остання формула є не що інше як сума нескінченно спадної геометричної прогресії.
Однак, з твердження 1 випливає, що ця збіжність не є рівномірною
{\displaystyle \sup _{x\in [0,1)}\left|\sum _{k=n+1}^{\infty }x^{k-1}\right|=\sup _{x\in [0,1)}\left|x^{n}\sum _{k=1}^{\infty }x^{k-1}\right|=\sup _{x\in [0,1)}\left|{\frac {x^{n}}{1-x}}\right|\geqslant \left.{\frac {x^{n}}{1-x}}\right|_{x=1-1/n}=n\left(1-{\frac {1}{n}}\right)^{n}\rightarrow \infty ,n\rightarrow \infty .}

### Необхідна умова рівномірної збіжності
Для того, щоб ряд {\displaystyle \sum \nolimits _{k=1}^{\infty }u_{k}(x)} збігався рівномірно на {\displaystyle D} необхідно, щоб {\displaystyle u_{k}(x)\rightrightarrows 0} на {\displaystyle D} при {\displaystyle k\rightarrow \infty }.

### Критерій Коші рівномірної збіжності функціонального ряду
Ряд {\displaystyle \sum \nolimits _{k=1}^{\infty }u_{k}(x)} є рівномірно збіжним на {\displaystyle D} тоді і тільки тоді, коли
{\displaystyle \forall \varepsilon >0\quad \exists N\in \mathbb {N} \quad \forall n:n>N\quad \forall p\in \mathbb {N} \quad \forall x\in D\quad \left|\sum _{k=n}^{n+p}u_{k}(x)\right|<\varepsilon .}

### Абсолютно та умовно збіжні ряди
Ряд {\displaystyle \sum \nolimits _{k=1}^{\infty }u_{k}(x)} називається абсолютно збіжним на {\displaystyle D}, якщо для будь-якого {\displaystyle x\in D} ряд {\displaystyle \sum \nolimits _{k=1}^{\infty }|{u_{k}}(x)|} збігається.
Довільна перестановка членів абсолютно збіжного ряду не впливає на його суму.
Якщо ряд {\displaystyle \sum \nolimits _{k=1}^{\infty }u_{k}(x)} збігається, а {\displaystyle \sum \nolimits _{k=1}^{\infty }|u_{k}(x)|} — розбіжний, то ряд {\displaystyle \sum \nolimits _{k=1}^{\infty }u_{k}(x)} називається умовно збіжним. Для таких рядів справделива Теорема Рімана про умовно збіжний ряд.

## Ознаки рівномірної збіжності функціонального ряду

### Ознака порівняння та ознака Вейєрштрасса
Нехай
1) ряди {\displaystyle \sum \nolimits _{k=1}^{\infty }u_{k}(x)} та {\displaystyle \sum \nolimits _{k=1}^{\infty }v_{k}(x)} такі, що {\displaystyle |u_{k}(x)|\leqslant v_{k}(x)} для всіх {\displaystyle x\in D};
2) ряд {\displaystyle \sum \nolimits _{k=1}^{\infty }v_{k}(x)} рівномірно збіжний на {\displaystyle D}.
Тоді ряд {\displaystyle \sum \nolimits _{k=1}^{\infty }u_{k}(x)} абсолютно та рівномірно збіжний на {\displaystyle D}.
Ряд {\displaystyle \sum \nolimits _{k=1}^{\infty }v_{k}(x)} називається мажоруючим рядом по відношенню до ряду {\displaystyle \sum \nolimits _{k=1}^{\infty }u_{k}(x)}.
Наслідок (мажорантна ознака Вейєрштрасса рівномірної збіжності ряду)
Якщо члени функціонального ряду {\displaystyle \sum \nolimits _{k=1}^{\infty }u_{k}(x)} задовольняють умову
{\displaystyle \forall x\in D\quad \forall k\in \mathbb {N} \quad |u_{k}(x)|\leqslant c_{k},\quad c_{k}\in \mathbb {R} ,}
причому
{\displaystyle \sum _{k=1}^{\infty }c_{k}<+\infty ,}
то цей ряд є абсолютно та рівномірно збіжним на {\displaystyle D}.
Ряд
{\displaystyle \sum _{k=1}^{\infty }{\frac {\sin(nx)}{n^{2}}}}
збігається абсолютно та рівномірно на всій числовій прямій, оскільки для будь-якого {\displaystyle x\in \mathbb {R} } виконуються нерівності
{\displaystyle \left|{\frac {\sin(nx)}{n^{2}}}\right|\leqslant {\frac {1}{n^{2}}},\qquad \sum _{k=1}^{\infty }{\frac {1}{n^{2}}}<\infty .}

### Ознака Діріхле
Нехай функції {\displaystyle u_{k}(x)} та {\displaystyle v_{k}(x),k\in \mathbb {N} ,} визначені на множині {\displaystyle D}, причому
1) послідовність частинних сум {\displaystyle S_{n}(x)=\sum \nolimits _{k=1}^{n}u_{k}(x)} обмежена, тобто
{\displaystyle \exists M>0\quad \forall n\in \mathbb {N} \quad \forall x\in D\qquad \left|\sum _{k=1}^{n}u_{k}(x)\right|\leqslant M;}
2) послідовність функцій {\displaystyle \{v_{k}(x)\},k\in \mathbb {N} ,} монотонна, тобто {\displaystyle v_{k}(x)\geqslant v_{k+1}(x)} для всіх {\displaystyle x\in D} , та {\displaystyle v_{k}(x)\rightrightarrows 0}.
Тоді ряд {\displaystyle \sum \nolimits _{k=1}^{\infty }u_{k}(x)v_{k}(x)} рівномірно збіжний на множині {\displaystyle D}.

### Ознака Абеля
Нехай
1) ряд {\displaystyle \sum \nolimits _{k=1}^{\infty }u_{k}(x)} рівномірно збігається на {\displaystyle D};
2) послідовність {\displaystyle \{v_{k}(x)\},k\in \mathbb {N} ,} монотонна та обмежена на {\displaystyle D}, тобто
{\displaystyle \exists M>0\quad \forall n\in \mathbb {N} \quad \forall x\in D\qquad \left|v_{k}(x)\right|\leqslant M.}
Тоді ряд {\displaystyle \sum \nolimits _{k=1}^{\infty }u_{k}(x)v_{k}(x)} рівномірно збіжний на множині {\displaystyle D}.

## Властивості рівномірно збіжних функціональних послідовностей та рядів

### Неперервність
Теорема 1. (про граничний перехід)
Нехай {\displaystyle u_{k}(x)\rightrightarrows u(x)} на деякому проміжку {\displaystyle (a,b)\subseteq \mathbb {R} } та існує скінченна границя
{\displaystyle \lim _{x\rightarrow c}u_{k}(x)=c_{k},\quad k=1,2,\ldots ,}
Тоді послідовність {\displaystyle \{c_{k}\}} збіжна і
{\displaystyle \lim _{x\rightarrow c}u(x)=\lim _{k\rightarrow \infty }c_{k}.}
Іншими словами
{\displaystyle \lim _{k\rightarrow \infty }\left(\lim _{x\rightarrow c}u_{k}(x)\right)=\lim _{x\rightarrow c}\left(\lim _{k\rightarrow \infty }u_{k}(x)\right)=\lim _{x\rightarrow c}u(x).}
Наслідок
Границя рівномірно збіжної послідовності неперервних функцій є неперервною функцією.
Теорема 2. (про неперервність суми функціонального ряду)
Якщо функціональний ряд {\displaystyle \sum \nolimits _{k=1}^{\infty }u_{k}(x)} рівномірно збігається на множині {\displaystyle D} до функції
{\displaystyle S(x)}, а його члени {\displaystyle u_{k}(x)} — неперервні на цій множині функції, то його сума {\displaystyle S(x)} є неперервною на {\displaystyle D} функцією, тобто
{\displaystyle \lim _{x\rightarrow x_{0}}\left(\sum _{k=1}^{\infty }u_{k}(x)\right)=\lim _{x\rightarrow x_{0}}S(x)=S(x_{0})=\sum _{k=1}^{\infty }u_{k}(x_{0})=\sum _{k=1}^{\infty }\left(\lim _{x\rightarrow x_{0}}u_{k}(x)\right).}

#### Теорема Діні
Нехай {\displaystyle -\infty <a<b<+\infty }. Якщо послідовність {\displaystyle \{u_{k}\}} неперервних на {\displaystyle [a,b]} функцій при кожному {\displaystyle x\in [a,b]} незростаюча (або неспадна)
і збігається поточково до {\displaystyle u(x)}, де {\displaystyle u(x)} неперервна на {\displaystyle [a,b]}, то така збіжність є рівномірною.
Наслідок
Якщо ряд {\displaystyle \sum \nolimits _{k=1}^{\infty }u_{k}(x)} збігається (поточково) на відрізку {\displaystyle [a,b]} до неперервної функції {\displaystyle S(x)}, а функції {\displaystyle u_{k}(x)} — неперервні, причому {\displaystyle u_{k}(x)>0} для всіх {\displaystyle x\in [a,b]}, то ряд {\displaystyle \sum \nolimits _{k=1}^{\infty }u_{k}(x)} збігається рівномірно на {\displaystyle [a,b]} до функції {\displaystyle S(x)}.

### Інтегрування
Теорема 3. (про граничний перехід під знаком інтеграла)
Нехай {\displaystyle -\infty <a<b<+\infty }. Якщо послідовність {\displaystyle \{u_{k}(x)\}} інтегровних за Ріманом (Лебегом) на {\displaystyle [a,b]} функцій рівномірно збігається до функції {\displaystyle u(x)}, то функція {\displaystyle u(x)} інтегровна за Ріманом (Лебегом) і
{\displaystyle \int \limits _{a}^{b}u(x)dx=\lim _{k\rightarrow \infty }\int \limits _{a}^{b}u_{k}(x)dx.}
Для інтеграла в сенсі Лебега встановлено загальніший результат, який не має аналога для інтеграла Рімана, а саме — Теорема Лебега про мажоровану збіжність.
Теорема 4. (про інтегрування функціонального ряду)
Якщо функціональний ряд {\displaystyle \sum \nolimits _{k=1}^{\infty }u_{k}(x)} рівномірно збігається на відрізку {\displaystyle [a,b]} до функції
{\displaystyle S(x)}, а його члени {\displaystyle u_{k}(x)} — неперервні на цьому відрізку функції, то
 {\displaystyle \int \limits _{a}^{b}\left(\sum _{k=1}^{\infty }u_{k}(x)\right)dx=\int \limits _{a}^{b}S(x)dx=\sum _{k=1}^{\infty }\left(\int \limits _{a}^{b}u_{k}(x)dx\right).}

### Диференціювання
Теорема 5. (про диференціювання під знаком границі)
Нехай {\displaystyle -\infty <a<b<+\infty }. Якщо послідовність {\displaystyle \{u_{k}(x)\}} неперервно диференційовних на відрізку {\displaystyle [a,b]} функцій є поточково збіжною  до функції {\displaystyle u(x)}, а послідовність їх похідних {\displaystyle \{u_{k}^{\prime }(x)\}} — рівномірно збіжною на {\displaystyle [a,b]} до деякої функції {\displaystyle g(x)}, то функція {\displaystyle u(x)} є неперервно диференційовною на {\displaystyle [a,b]}, а її похідна дорівнює границі послідовності похідних 
{\displaystyle \forall x\in [a,b]\quad u^{\prime }(x)=g(x)=\lim _{k\rightarrow \infty }u_{k}^{\prime }(x).}
Теорема 6. (про диференціювання функціонального ряду)
Якщо функціональний ряд {\displaystyle \sum \nolimits _{k=1}^{\infty }u_{k}(x)}, у якому функції {\displaystyle u_{k}(x)} — неперервно диференційовні на відрізку {\displaystyle [a,b]}, збігається хоча б в одній точці {\displaystyle x_{0}\in [a,b]}, а ряд {\displaystyle \sum \nolimits _{k=1}^{\infty }u_{k}^{\prime }(x)} — рівномірно збігається на {\displaystyle [a,b]}, то ряд {\displaystyle \sum \nolimits _{k=1}^{\infty }u_{k}(x)} також рівномірно збігається на {\displaystyle [a,b]} до функції {\displaystyle S(x)}, причому
{\displaystyle \left(\sum _{k=1}^{\infty }u_{k}(x)\right)^{\prime }=S^{\prime }(x)=\sum _{k=1}^{\infty }u_{k}^{\prime }(x).}

## Збіжність у середньому функціональних послідовностей
При дослідженні питання про інтегрування функціональних рядів, зокрема ряду Фур'є використовується поняття збіжності у середньому.
Нехай кожна функція {\displaystyle u_{k}(x)} функціональної послідовності {\displaystyle \{u_{k}(x)\}} і функція {\displaystyle u(x)} інтегровні за Ріманом на {\displaystyle [a,b]}.
Функціональна послідовність {\displaystyle \{u_{k}(x)\}} збігається в середньому на {\displaystyle [a,b]} до функції {\displaystyle u(x)}, якщо
Функціональний ряд {\displaystyle \sum \nolimits _{k=1}^{\infty }u_{k}(x)} збігається в середньому на {\displaystyle [a,b]} до функції {\displaystyle S(x)}, якщо послідовність його частинних сум збігається в середньому на {\displaystyle [a,b]} до граничної функції {\displaystyle S(x)}.
Зауваження. Якщо функціональна послідовність (ряд) збігається в середньому на {\displaystyle [a,b]} до {\displaystyle u(x)(S(x))}, то ця послідовність (ряд) збігається в середньому до {\displaystyle u(x)(S(x))} і на довільному проміжку {\displaystyle [c,d]\subset [a,b]}.
Теорема 7. (про зв'язок між рівномірною збіжністю та збіжністю в середньому)
Якщо послідовність {\displaystyle \{u_{k}(x)\}} рівномірно збігається на {\displaystyle [a,b]} до функції {\displaystyle u(x)}, то ця послідовність збігається в середньому на {\displaystyle [a,b]} до {\displaystyle u(x)}.
Теорема 8. (про інтегрування)
Якщо послідовність {\displaystyle \{u_{k}(x)\}} збіжна в середньому на {\displaystyle [a,b]} до функції {\displaystyle u(x)}, то
{\displaystyle \lim _{k\rightarrow \infty }\int \limits _{a}^{x}u_{k}(t)dt\rightrightarrows \int \limits _{a}^{x}u(t)dt,\quad x\in [a,b],}
тобто послідовність {\displaystyle \left\{\int _{a}^{x}u_{k}(t)dt\right\}} рівномірно збігається на {\displaystyle [a,b]} до функції {\displaystyle \int _{a}^{x}u(t)dt}.

## Функціональні ряди комплексного аргументу
Розглянемо послідовність функцій {\displaystyle f_{k}(z):E\rightarrow \mathbb {C} ,\,k\in \mathbb {N} }, {\displaystyle E\subseteq \mathbb {C} }, та відповідний функціональний ряд
{\displaystyle \sum _{k=1}^{\infty }f_{k}(z)=f_{1}(z)+f_{2}(z)+\cdots +f_{k}(z)+\cdots ,\quad z\in E.}
Означення поточкової та рівномірної збіжності аналогічні відповідним означенням із дійсного випадку, в яких модуль слід розуміти як модуль комплексного числа.
Теорема.
Для того, щоб ряд {\displaystyle \sum \nolimits _{k=1}^{\infty }f_{k}(z)} був збіжним (рівномірно збіжним) на множині {\displaystyle E} до функції {\displaystyle f(z)}, необхідно і достатньо, щоб були збіжними (рівномірно збіжними) на множині {\displaystyle E} ряди складені з дійсних та уявних частин функцій {\displaystyle f_{k}(z)}, тобто
{\displaystyle \sum _{k=1}^{\infty }u_{k}(x,y)\rightrightarrows u(x,y),\quad z=x+iy\in E,\quad u_{k}(x,y)=\mathrm {Re} f_{k}(z),\quad u(x,y)=\mathrm {Re} f(z),}
{\displaystyle \sum _{k=1}^{\infty }v_{k}(x,y)\rightrightarrows v(x,y),\quad z=x+iy\in E,\quad v_{k}(x,y)=\mathrm {Im} f_{k}(z),\quad v(x,y)=\mathrm {Im} f(z).}
Ця теорема дає змогу перенести на комплексний випадок всі наведені вище теореми з дійсного випадку, зокрема, аналогічно формулюються ознаки рівномірної збіжності, критерій Коші, теореми про неперервність, інтегрування (у якій відрізок інтегрування можна замінити на довільну криву у комплексній площині) та диференціювання функціональних послідовностей та рядів.
Однак деякі результати не мають аналога в дійсному випадку.

### Теорема Вейєрштрасса про рівномірну збіжність рядів аналітичних функцій
Нехай в області {\displaystyle G} задана послідовність {\displaystyle \{f_{k}(z)\},\,k\in \mathbb {N} ,} аналітичних функцій, і ряд {\displaystyle \sum \nolimits _{k=1}^{\infty }f_{k}(z)} рівномірно збіжний на кожному замкненому крузі, що лежить в області {\displaystyle G} до деякої функції {\displaystyle f(z)}. Тоді:
1) функція {\displaystyle f(z)} аналітична в {\displaystyle G};
2) ряд {\displaystyle \sum \nolimits _{k=1}^{\infty }f_{k}(z)} можна диференціювати довільну кількість разів, тобто
{\displaystyle \sum _{k=1}^{\infty }f_{k}^{(n)}(z)=f^{(n)}(z),\quad n\in \mathbb {N} ;}
3) кожен з рядів у пункті 2 рівномірно збігається на кожному замкненому крузі в області {\displaystyle G}.

## Деякі узагальнення
Нехай {\displaystyle (X,\;d)} — метричний простір з метрикою {\displaystyle d:=d(x,y),x,y\in X}.
Послідовність {\displaystyle \{x_{k}\},k\in \mathbb {N} } елементів простору {\displaystyle (X,\;d)} називається збіжною за метрикою цього простору до елемента {\displaystyle x\in (X,\;d)}, якщо
{\displaystyle \forall \varepsilon >0\quad \exists N\in \mathbb {N} \quad \forall n:n>N\quad d(x_{k},x)<\varepsilon .}
Послідовність {\displaystyle \{x_{k}\},k\in \mathbb {N} } елементів простору {\displaystyle (X,\;d)} називається фундаментальною, якщо
{\displaystyle \forall \varepsilon >0\quad \exists N\in \mathbb {N} \quad \forall m,n:m,n>N\quad d(x_{n},x_{m})<\varepsilon .}
Довільна збіжна послідовність є фундаментальною, але не навпаки (границя фундаментальної послідовності може не належати відповідному простору). Метричний простір у якому кожна фундаментальна послідовність є збіжною називається повним.
Розглянемо множину всіх неперервних на деякій множині {\displaystyle D} дійсних функцій з метрикою
{\displaystyle d_{1}(f,g)=\sup _{x\in D}|f(x)-g(x)|.}
Відповідний метричний простір позначається {\displaystyle C(D)} (якщо {\displaystyle D=[a,b]} — відрізок, то {\displaystyle C([a,b])} або {\displaystyle C[a,b]}), а метрика називається чебишовською або рівномірною.
Збіжність функціональної послідовності за метрикою у цьому просторі еквівалентна рівномірній збіжності. З наслідку теореми 1 (про граничний перехід) випливає, що цей метричний простір є повним, а критерієм фунадментальності послідовності є критерій Коші.
Тепер розглянемо множину всіх неперервних на відрізку {\displaystyle [a,b]} дійсних функцій з метрикою
{\displaystyle d_{2}(f,g)=\left(\int \limits _{a}^{b}(u_{k}(x)-u(x))^{2}dx\right).}
Такий простір позначається {\displaystyle C_{2}([a,b])} і називається простором неперервних функцій з квадратичною метрикою. Збіжність за метрикою у такому просторі еквівалентна збіжності в середньому. Цей простір не є повним.